# Kokosanka
Kokosanka (Nesotriccus ridgwayi) – narażony na wyginięcie gatunek małego ptaka z monotypowego rodzaju Nesotriccus z rodziny tyrankowatych (Tyrannidae), występujący na Wyspie Kokosowej na Pacyfiku (Kostaryka).
Jest obecny we wszelkich środowiskach występujących na wyspie jako jeden z jej trzech ptasich endemitów. Używa sześciu różnych technik zdobywania pokarmu, który stanowią stawonogi: głównie pluskwiaki równoskrzydłe, mrówki, chrząszcze i pająki oraz – w mniejszym stopniu – nasiona.
Gniazdo budują oba ptaki z pary. Samica prawdopodobnie składa jedno jajo. Opieką nad potomstwem zajmuje się również para, dalsze informacje o lęgu nieznane. IUCN uznaje gatunek za narażony na wyginięcie ze względu na mały zasięg występowania i przekształcanie środowiska przez wprowadzone na wyspę ssaki.

## Taksonomia

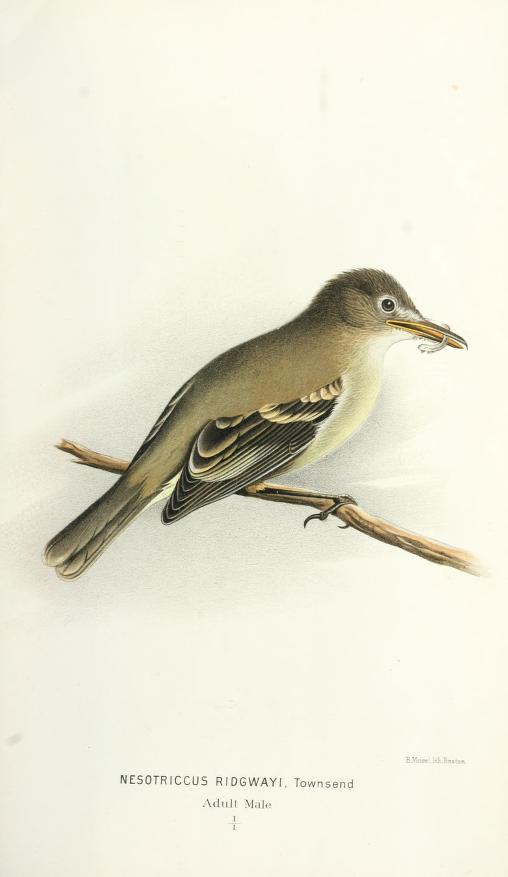
Tablica barwna z 1895, załączona do pierwszego opisu

Gatunek opisał po raz pierwszy Charles Haskins Townsend w roku 1895. Opis ukazał się na łamach Bulletin of the Museum of Comparative Zoology at Harvard College. Holotyp zebrał Townsend na Wyspie Kokosowej, w północnej jej części – w Chatham Bay – 28 lutego 1891. Był to dorosły samiec oznaczony później numerem katalogowym 131691. Opis zawierał uzasadnienie klasyfikacji, informacje na temat upierzenia, wymiary szczegółowe, wzmiankę o środowisku oraz dołączoną tablicę barwną z rysunkiem w skali 1:1. Poza holotypem Townsend nie odłowił żadnego innego osobnika.
Townsend przydzielił kokosankę do rodzaju Nesotriccus jako N. ridgwayi, jedynego przedstawiciela rodzaju. IOC podtrzymuje klasyfikację Nesotriccus jako rodzaju monotypowego. Townsend zasugerował (błędnie), że blisko spokrewnionym gatunkiem jest muchołap wielkodzioby (Myiarchus magnirostris), wtedy umieszczany w osobnym rodzaju Eribates. Autorzy Handbook of the Birds of the World sprostowali, że pokrewieństwo Nesotriccus wobec innych rodzajów nie jest jasne, a jeśli chodzi o anatomię (w tym upierzenie) i zachowanie (pieśń, charakterystykę gniazd i jaj), zdaje się być blisko spokrewniony z Phaeomyias (IOC nie traktuje tego rodzaju jako monotypowego). Pod względem budowy przegrody nosowej i części chrzęstnych krtani dolnej (syrinx) podobne są tylko dwa rodzaje: wymieniony Phaeomyias (obejmujący dwa gatunki mysityraników: P. murina i P. tumbezana) oraz Capsiempis (obejmujący cytrynówkę (C. flaveola)). Zważywszy na te cechy, kokosankę powinno się zaliczyć podrodziny Elaeniinae. Nie każdy jednak system klasyfikacji wyróżnia podrodziny; IOC ogranicza się do rodzin, zaś na liście Taxonomy in Flux Checklist (TiF) N. ridgwayi przypisano do Elaeniinae, plemienia Elaeniini według klasyfikacji zaprezentowanej w 2013 na łamach Zootaxa.
Do plemienia Elaeniini oprócz Nesotriccus należą także najbliżej spokrewnione z nim rodzaje Phaeomyias i Capsiempis. Jeśli potencjalny wspólny przodek tych trzech rodzajów był podobny do przedstawicieli dwóch ostatnich, w toku ewolucji musiały zajść bardzo duże zmiany pod względem preferowanego pokarmu i przystosowań do pobierania go, po tym jak przodek kokosanki dotarł na Wyspę Kokosową (najstarsze skały Wyspy Kokosowej są datowane na wiek 1,91–2,44 mln lat). W trakcie ewolucji tego gatunku ptaka uległa zmianie jego dieta: z owocożerności na owadożerność, jego przedstawiciele przyswoili sobie kilka nowych technik łowieckich (łapanie zdobyczy w powietrzu, łapanie zdobyczy po „susie” w jej kierunku i po pościgu) i wykształcili dłuższy dziób – u blisko spokrewnionych mysityraników jest on niemal dwa razy krótszy (mierzy blisko 6,2 mm długości). Długi dziób może być przystosowaniem do łapania drobnej, ruchliwej zdobyczy (jak muchówki) lub jej większych okazów.
N. ridgwayi jest gatunkiem monotypowym.
Nazwa rodzajowa Nesotriccus pochodzi od greckiego słowa nēsos – wyspa oraz trikkos – oznaczającego małego, niezidentyfikowanego ptaka. W ornitologii triccus oznacza dowolnego tyrankowatego. Nazwa gatunkowa ridgwayi upamiętnia Roberta Ridgwaya, kustosza sekcji ptasiej w Muzeum Historii Naturalnej w Waszyngtonie (wtedy U.S. National Museum).

## Morfologia
Wymiary ogólne
Długość ciała wynosi 11–13,6 cm, masa ciała około 11 g. Ogólny przedział wymiarów szczegółowych: długość skrzydła 61–63 mm, długość ogona 53–55,5 mm, długość dzioba 15,5 mm, długość skoku 20,5–21,5 mm, długość środkowego palca 10,5–11,7 mm. U holotypu wysokość dzioba u nasady była równa 6 mm.
Fisher i Wetmore podali wymiary dwóch osobników: samca i samicy, z których samica była nieznacznie mniejsza niż samiec:
|        | Skrzydło [mm] | Ogon [mm] | Dziób [mm] | Skok [mm] |
| ------ | ------------- | --------- | ---------- | --------- |
| Samiec | 61,7          | 56,5      | 16,9       | 21        |
| Samica | 57,3          | 52,3      | 15,3       | 20,5      |

Nie występuje dymorfizm płciowy w upierzeniu. Wierzch ciała oliwkowy, ciemnooliwkowy lub w barwie okopconego brązu, jaśnieje na kuprze, przechodząc w płowooliwkowy. Skrzydła średniej długości, zaokrąglone, szare z płowooliwkowymi krawędziami piór; końcówki średnich i dużych pokryw skrzydłowych wieńczą kremowopłowe lub płowoszare plamki (przy złożonym skrzydle powstają dwa szerokie paski). Niepełna formuła skrzydłowa: 8=7=6>9>5, 10=2. Na szarych sterówkach występują płowooliwkowe obwódki. Pióra na spodzie ciała żółtooliwkowe, jaśniejsze na brzuchu, pod skrzydłami i w pokrywach podogonowych. Gardło jasnopłowe. Dziób brązowy, bliższa ciału połowa dolnej szczęki przybiera barwę żółtą. Tęczówka brązowa. Nogi i stopy czarne, skok od wewnętrznej strony nie posiada łusek. U osobników młodych upierzenie wyraźnie bardziej płowe, szczególnie na kuprze i paskach skrzydłowych.

## Zasięg występowania

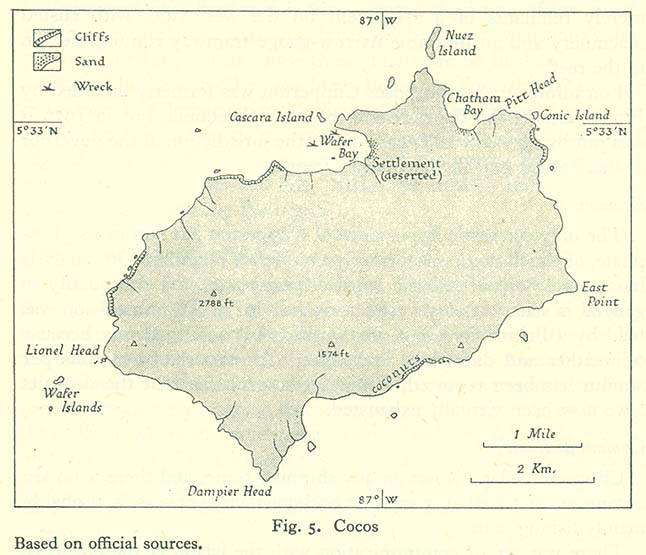
Mapa Wyspy Kokosowej. W północnej części Chatham Bay – miejsce odłowienia holotypu

N. ridgwayi jest endemitem Wyspy Kokosowej, leżącej około 550 km na południowy zachód od wybrzeży Kostaryki. Występuje na całej powierzchni wyspy. Według danych z 1967 (i późniejszych) jest drugim najliczniej występującym ptakiem lądowym na wyspie, jednym z czterech gatunków z tej grupy, które występują na niej na stałe; pozostałe to: lasówka złotawa, z podgatunku Setophaga petechia aureola, oraz endemity – kokośnik (Pinaroloxias inornata) i kukawik rdzawoskrzydły (Coccyzus ferrugineus). Miejsce występowania kokosanki cechuje obecność gęstego lasu deszczowego i brak siedlisk ludzkich. W 65% wyspę pokrywa las tropikalny, w 20% las mglisty (wyżej 300 m n.p.m.).

### Środowisko
Kokosanka występuje niemal we wszystkich dostępnych siedliskach na wyspie. Ogólnie jej siedliska cechują się wilgotnym klimatem, z sumą opadów sięgającą 8000 mm rocznie. Jednym z zamieszkiwanych przez tego tyrankowatego siedlisk są zarośla, m.in. ketmii (Hibiscus), np. ketmii lipowatej (H. tiliaceus) przemieszanej z zaczerniowatymi (Melastomataceae), sięgającymi wysokości 8–10 m i niekiedy podszytych gęstą, splątaną roślinnością. Prócz tego N. ridgwayi można napotkać na bagnach porośniętych flaszowcami (Annona). Większość wyspy zajmują jednak lasy. W ich strefie górskiej dominuje Saccoglottis holdridgei, a podszyt składa się z zaczerniowatych i marzanowatych. Jako że kokosanka występuje zarówno w siedliskach nizinnych jak i górskich, obecna jest również w lesie mglistym, w którym podszyt tworzą między innymi palmy Rooseveltia i paprocie drzewiaste (wśród tych ostatnich dokonano pierwszych obserwacji tego gatunku ptaka), w runie rosną natomiast pieprzowate (Piperaceae) i niewielka ilość paproci.

## Głos
U samców występują dwa typy pieśni, u samicy jeden. W formie I. samczego śpiewu najgłośniejszą i najłatwiejszą do odnotowania częścią jest gwałtowna seria 6–9 eksplozyjnych dźwięków trwająca blisko 0,25 sekundy o częstotliwości w przedziale 1–2 kHz. Pierwsza sylaba tego trylu jest najgłośniejsza i trwa najdłużej. Nie ulega znacznym zmianom u różnych osobników. W przypadku formy II. pieśni zaczyna się ona niezbyt intensywnymi dźwiękami, a kończy głośniejszą serią 7–10 dźwięków. Cała pieśń ma częstotliwość 1–1,5 kHz. Pieśń samicy rozpoczyna seria niemal identycznych dźwięków, z których pierwsze 9–10 charakteryzuje stopniowe obniżanie się częstotliwości, czasu trwania oraz – mniej zauważalnie – natężenie. Jeśli samiec po 10. dźwięku nie odpowie, samica milknie. Jeśli odpowie, samica wykonuje gwałtownie dwie pieśni z rzędu. Niekiedy ptaki obu płci śpiewają w duecie, często zainicjowanym przez samicę.

## Pożywienie
Zachowania związane z pobieraniem pokarmu oraz jego skład szczegółowo opisał Sherry. Kokosanka żywi się w przeważającej części stawonogami, o długości zwykle większej niż 5 mm, w skład diety wchodzić też mogą nasiona. Pożywienia szuka w strefie koron i podszycie, rzadko schodzi na ziemię. Może żerować w towarzystwie innych gatunków, na przykład lasówki złotawej.
W żołądkach ptaków zebranych w trakcie dwóch ekspedycji Sherry'ego (30 czerwca – 6 lipca 1978, 24 lutego – 24 marca 1980) większość zdobyczy (odpowiednio: 43,5% i 62,3%) stanowiły pluskwiaki równoskrzydłe (Homoptera), głównie (w 95%) należące do podrzędu fulgorokształtnych. Oprócz pluskwiaków latem 1978 roku, a więc poza sezonem lęgowym, ptaki spożywały również dużo chrząszczy (Coleoptera), mrówkowatych (Formicidae) i prostoskrzydłych (Orthoptera). Wiosną 1980 roku pod względem udziału w treści żołądka kokosanek na drugim miejscu plasowały się muchówki (Diptera), dalej mrówkowate i pajęczaki (Arachnida). W obu sezonach znaleziono niewielkie ilości nasion owoców (stanowiące odpowiednio 2,2 i 33,5% zdobyczy). Świadczyć to może o sezonowych zmianach w składzie pokarmu niezależnych od dostępności pokarmu – bowiem w trakcie pierwszej wyprawy stawonogi były, na ile autor mógł to oszacować, znacznie mniej liczne niż w trakcie kolejnej. Sherry uważa kokosanki za ewolucyjnie wyspecjalizowanych w łowach na duże, aktywnie uciekające stawonogi, ekologicznych oportunistów, włączających w skład diety rozmaite gatunki i rodzaje pokarmu. Uważa też, że ze względu na te cechy nie przystają one do prezentowanego przez niektórych ekologów poglądu, jakoby kręgowce miały być pokarmowymi oportunistam.
Szczegółowy skład pożywienia

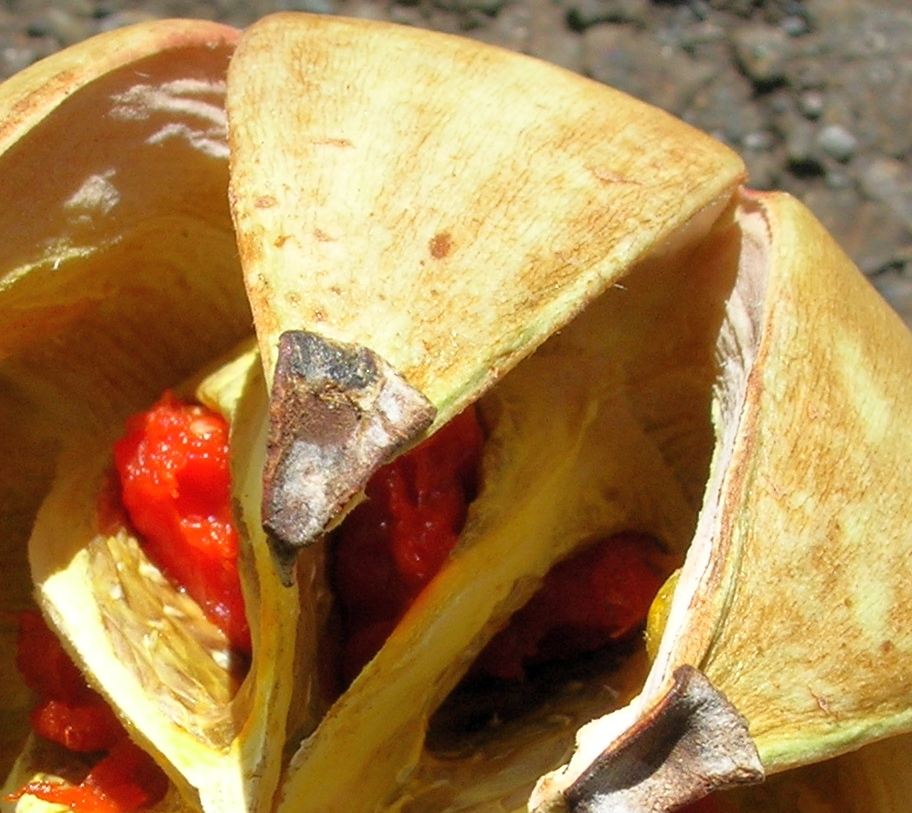
Owoc Clusia rosea to jedno z pewnych źródeł nasion w pożywieniu kokosanki

Nie są znane dokładne dane na temat zjadanych owoców; sam Sherry nigdy nie obserwował jedzącego owoc ptaka, ale jeden ze złapanych w siatkę osobników (mist-netting) zwrócił nasiono Clusia rosea. W przypadku pluskwiaków równoskrzydłych w żołądkach przeważały Fulgoroidea, w tym przedstawiciele rodzin Nogodinidae (co najmniej dwa gatunki), Cixiidae, Flatidae (co najmniej jeden gatunek) i Tropiduchidae (jeden gatunek). Pozostałe Homoptera należały do Cercopoidea, w większości jednego gatunku z rodziny Cicadellidae. Z prostoskrzydłych większość reprezentowała Gryllidae. Prócz tego pojawiły się pająki, mrówkowate i chrząszcze – rozpoznano przedstawiciela kózkowatych (Cerambycidae).
Techniki łapania zdobyczy
Kokosanki regularnie żerują przy użyciu niekiedy akrobatycznych taktyk, podobnie jak inny, kontynentalny gatunek tyrankowatych, wyspecjalizowany w łapaniu Homoptera – cynamonówka (Terenotriccus erythrurus). Prócz tego łapią zdobycz po pościgu, „susie” w jej kierunku, spuszczając się nań z powietrza, gwałtownie łapiąc ofiarę w pobliżu, zawisając w powietrzu lub zbierając ją z powierzchni gałęzi czy listowia.

## Lęgi
Po raz pierwszy dokładny opis gniazd (zbadano cztery) i jaj ukazał się w 1986. N. ridgwayi jest gatunkiem monogamicznym i terytorialnym; jedna para zajmuje obszar około 0,25 ha, na którym prócz gniazdowania szuka pożywienia. Okres lęgowy trwa od stycznia do kwietnia, przebiega szczególnie intensywnie w styczniu, lutym i marcu, które są najsuchszymi miesiącami w roku na Wyspie Kokosowej. U innych ptaków lądowych tej wyspy obserwuje się podobną tendencję.
Gniazdo umieszczone jest 10–25 m nad ziemią. Jedyne dokładnie zbadane składało się z ryzymorfów Marasmius crinisiqui oraz kokonów pajęczych. Miało średnicę wewnętrzną 4–4,5 cm i zewnętrzną 7–7,5 cm, głębokość 2,5 cm i wysokość 5 cm. Gniazda znajdowały się na roślinach z gatunków Saccoglottis holdridgei (1), Hibiscus tiliaceus (1) oraz Erythrina fusca (2). Sherry jednokrotnie obserwował ptaki obu płci uczestniczące w budowie; Skutch odnotował taką sytuację u tyrankowatych jedynie w przypadku kilku gatunków, jednak w większości należały do Elaeniinae, tak jak i kokosanka.
Na podstawie obserwacji wysiadującej samicy i kilku dorosłych z podlotami uważa się, że zniesienie prawdopodobnie liczy jedno jajo. Jeśli hipoteza Sherry'ego potwierdziłaby się, świadczyłoby to o wyjątkowości kokosanki. Co prawda zwierzęta wyspowe cechuje zmniejszona ilość jaj lub młodych w miocie, jednak pozostałe ptaki lądowe na Wyspie Kokosowej i przedstawiciele najbliżej spokrewnionych Nesotriccus rodzajów składają po dwa jaja. Prawdopodobnie samica sama wysiaduje jaja. Oba ptaki z pary karmią pisklęta. Dwie ostatnie cechy są typowe dla ptaków tyrankowatych. Pozostałe dane nieznane.

## Status i zagrożenia
Przez IUCN gatunek klasyfikowany jest od 1994 roku jako narażony na wyginięcie (VU, Vulnerable). Wcześniej, od 1988 roku uznawany był za gatunek najmniejszej troski/niższego ryzyka (LC, Least Concern).
BirdLife International traktuje kokosankę jako narażoną ze względu na mały zasięg występowania. Roślino- i wszystkożerne gatunki wprowadzone na wyspę niszczą środowisko (w lasach strefy górskiej podszyt jest słabo rozwinięty ze względu na zniszczenie go przez zdziczałe świnie), jednak N. ridgwayi zdaje się tolerować nieznaczne zmiany w otoczeniu. Wobec tych czynników trend populacji uznano za stabilny. Populację szacuje się na kilkadziesiąt tysięcy osobników, BirdLife International umieszcza liczebność w granicach 6000–15 000 osobników.
Nie są podejmowane szczególne działania ochronne wobec tego gatunku. Cała Wyspa Kokosowa od 1978 stanowi park narodowy, uznany także za ostoję ptaków IBA i figurujący na liście światowego dziedzictwa UNESCO od 1997. Wobec zdziczałych ssaków (jeleniowatych, świń i kóz) na wyspie nie są podejmowane jednak żadne działania. Ich rozpoczęcie jest jedną z propozycji działań w celu ochrony kokosanki.